# مکیننسا
مکیننسا (به اسپانیایی: Mequinenza) یک دهستان در اسپانیا است که در استان ساراگوسا واقع شده است. مکیننسا ۳۰۷٫۲ کیلومتر مربع مساحت و ۲٬۴۹۲ نفر جمعیت دارد و ۷۵ متر بالاتر از سطح دریا واقع شده است.

## خواهرخوانده
شهر برسوویر خواهرخواندهٔ مکیننسا هست.